# Nacho Gil
Ignacio "Nacho" Gil de Pareja Vicent (Valencia, 9 september 1995) is een Spaans voetballer die doorgaans als aanvallende middenvelder speelt. In augustus 2022 tekende hij een contract bij New England Revolution.

## Clubcarrière
Gil sloot zich op zevenjarige leeftijd aan in de jeugdacademie van Valencia CF. In januari 2014 maakte hij zijn opwachting in het tweede elftal, een ploeg spelend in de Segunda División B. Op 25 februari 2017 debuteerde de aanvallende middenvelder in de Primera División tegen Deportivo Alavés. Op 4 mei 2017 verlengde hij zijn contract tot 2020.
Op 25 januari 2018 werd hij uitgeleend aan reeksgenoot UD Las Palmas. Deze ploeg bevond zich in de ondere regionen van de rangschikking en ook op het einde van het seizoen kon met een negentiende of voorlaatste plaats het behoud niet verzekerd worden.
De speler keerde naar Valencia terug en werd op 10 september 2018 voor het seizoen 2018-2019 uitgeleend aan Elche CF, een ploeg uit de Segunda División A. De ploeg eindigde in de middenmoor op een elfde plaats.
Na zijn terugkeer werd zijn contract, dat nog een jaar liep, op 19 juli 2019 ontbonden en de dag daarna tekende hij bij het net naar Segunda División A gepromoveerde SD Ponferradina. Voor de eerste keer kon hij het statuut van basisspeler in een professionele club afdwingen. De ploeg kon zich met een achttiende plaats net handhaven.
Het daaropvolgende seizoen tekende hij op 18 augustus 2020 een tweejarig contract bij een andere nieuwkomer van de Segunda División A, FC Cartagena. Hij zou zijn debuut bij de havenploeg maken tijdens het begin van tweede helft van de eerste wedstrijd, een 0-0 gelijkspel op verplaatsing bij Real Oviedo. Zijn seizoen zou tweeslachtig zijn. Ondanks het feit dat hijvijfendertig wedstrijden speelde, kon hij nooit scoren. Tijdens het seizoen 2021-2022 zou hij als basisspeler startten, maar tijdens de zesde minuut van de tweede competitiewedstrijd tegen SD Huesca zou hij gekwetst raken. Dit zou hem van 22 augustus 2021 tot midden december 2021 van een voetbalveld houden. Op 12 december viel hij de laatste zeven minuten in tegen AD Alcorcón.  Daarna zou hij tot op het einde van het seizoen vooral invallen.  Daarom nam de ploeg de beslissing om zijn contract niet te verlengen.
Op 24 augustus tekende hij een contract tot het einde van het 2022 seizoen bij het Amerikaanse New England Revolution. Bij deze ploeg uit de Major League Soccer werd hij verenigd met zijn broer Carles Gil.

## Interlandcarrière
Gil kwam uit voor meerdere Spaanse nationale jeugdteams. Hij speelde twee interlands voor Spanje –17 en een voor Spanje –18.